# Maarten van Rijckevorsel
Maarten Willem Joseph Maria van Rijckevorsel (Haelen, 23 juni 1908 – Venlo, 1 september 1975) was een Nederlands burgemeester.
Hij heeft gymnasium gedaan en trad in 1933 als ambtenaar in dienst bij de gemeente Horn. Tijdens de bezettingsjaren nam hij ontslag maar na de bevrijding keerde hij daar terug. In augustus 1948 werd Van Rijckevorsel benoemd tot burgemeester van Grathem en juni 1952 volgde zijn benoeming tot burgemeester van Belfeld. In juli 1973 ging hij met pensioen en twee jaar later overleed hij op 67-jarige leeftijd.

## Familie
Van Rijckevorsel was telg van de niet-adellijke tak van het geslacht Van Rijckevorsel. Hij was een zoon van Alphonsus Maria Mauritius Josephus van Rijckevorsel (1862-1920) en Maria Alida Johanna Dankelman (1871-1959). Hij trouwde in 1940 met Aglaé Marguerite Josephine Marie Keunen (1908-2000) met wie hij drie kinderen kreeg.